# Aiginetes (Maler)
Aiginetes (altgriechisch Αἰγινήτης) war ein griechischer Maler, der am Ende des 3. Jahrhunderts v. Chr. tätig war.
Er wird bei Plinius als Bruder des Malers Pasias aus Sikyon genannt, der ein Schüler des Erigonos war. Da die Stelle bei Plinius nur verderbt überliefert ist, wurde statt pictoris auch fictoris gelesen. Demnach würde es sich bei Aiginetes nicht um einen Maler, sondern um einen Bildhauer handeln.